# Klaus Haertter
Klaus Haertter (* 22. Juli 1952 in Lauchhammer) ist ein deutscher Florettfechter, mehrfacher DDR-Meister und Teilnehmer bei den Olympischen Spielen in Montreal und Moskau. Er war beim SC Einheit Dresden aktiv. Seit 2000 ist er Trainer des Dresdner FC.

## Erfolge
Als Junior gewann Haertter die Spartakiade und wurde sechster bei der Junioren-Weltmeisterschaft in Minsk. Zwischen 1972 und 1980 wurde er fünfmal DDR-Einzelmeister, außerdem holte er zwei Medaillen bei den Universiaden 1977 in Sofia und 1979 in Mexiko.
Bei seinem ersten Weltcupturnier in Paris belegte er gleich den ersten Rang, trotzdem blieb ihm der ganz große Erfolg in Form einer Medaille bei den Olympischen Spielen versagt. Bei den olympischen Spielen 1976 scheiterte er in der Halbfinalrunde und wurde 13. 1980 wurde er bei den Olympischen Spielen in Moskau vierter mit der Mannschaft (zusammen mit Siegmar Gutzeit, Hartmuth Behrens, Adrian Germanus und Klaus Kotzmann), im Einzel belegte er wiederum den 13. Platz.
Nach Beendigung seiner Leistungssportkarriere war Haertter als mehrfacher deutscher Seniorenmeister und Weltmeister der Senioren 2004 erfolgreich. Der Diplom-Trainer, der 1976 an der Deutschen Hochschule für Körperkultur seine Ausbildung abschloss, ist seit 2000 als Trainer des Dresdner FC angestellt.